# Metriochroa latifoliella
Metriochroa latifoliella is een vlinder uit de familie mineermotten (Gracillariidae). De wetenschappelijke naam is voor het eerst geldig gepubliceerd in 1886 door Millière.
De soort komt voor in Europa.